# Julio César de la Cruz
Julio César de la Cruz est un boxeur cubain né le 11 août 1989 à Camagüey. Double champion olympique, dans la catégorie des poids mi-lourds en 2016 et dans celle des poids lourds en 2020, il est également cinq fois champion du monde amateur (en 2011, 2013, 2015 et 2017 chez les mi-lourds ; en 2021 chez les lourds).

## Carrière

### Amateur

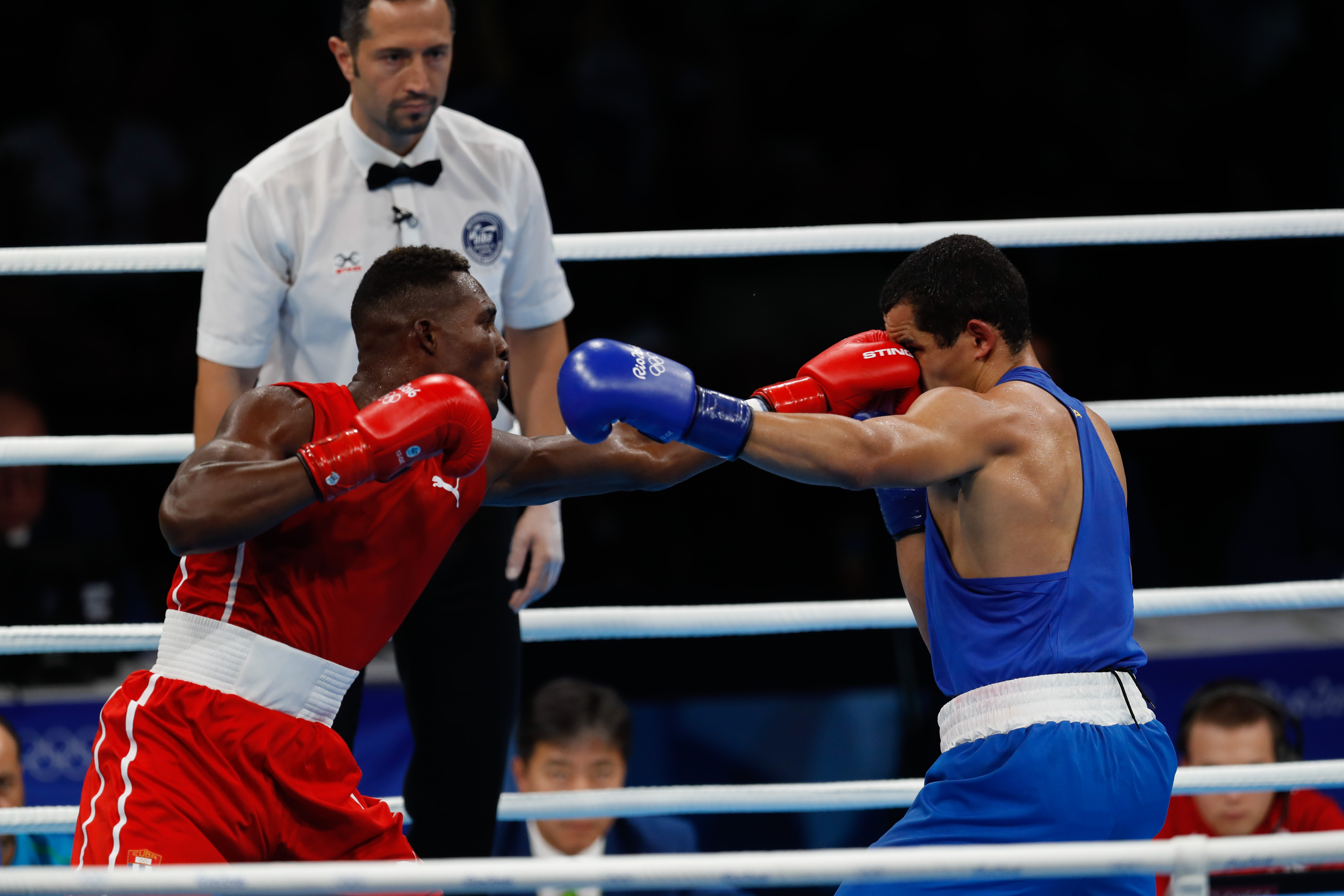
Julio César de la Cruz (en rouge), lors des Jeux olympiques de Rio en 2016.

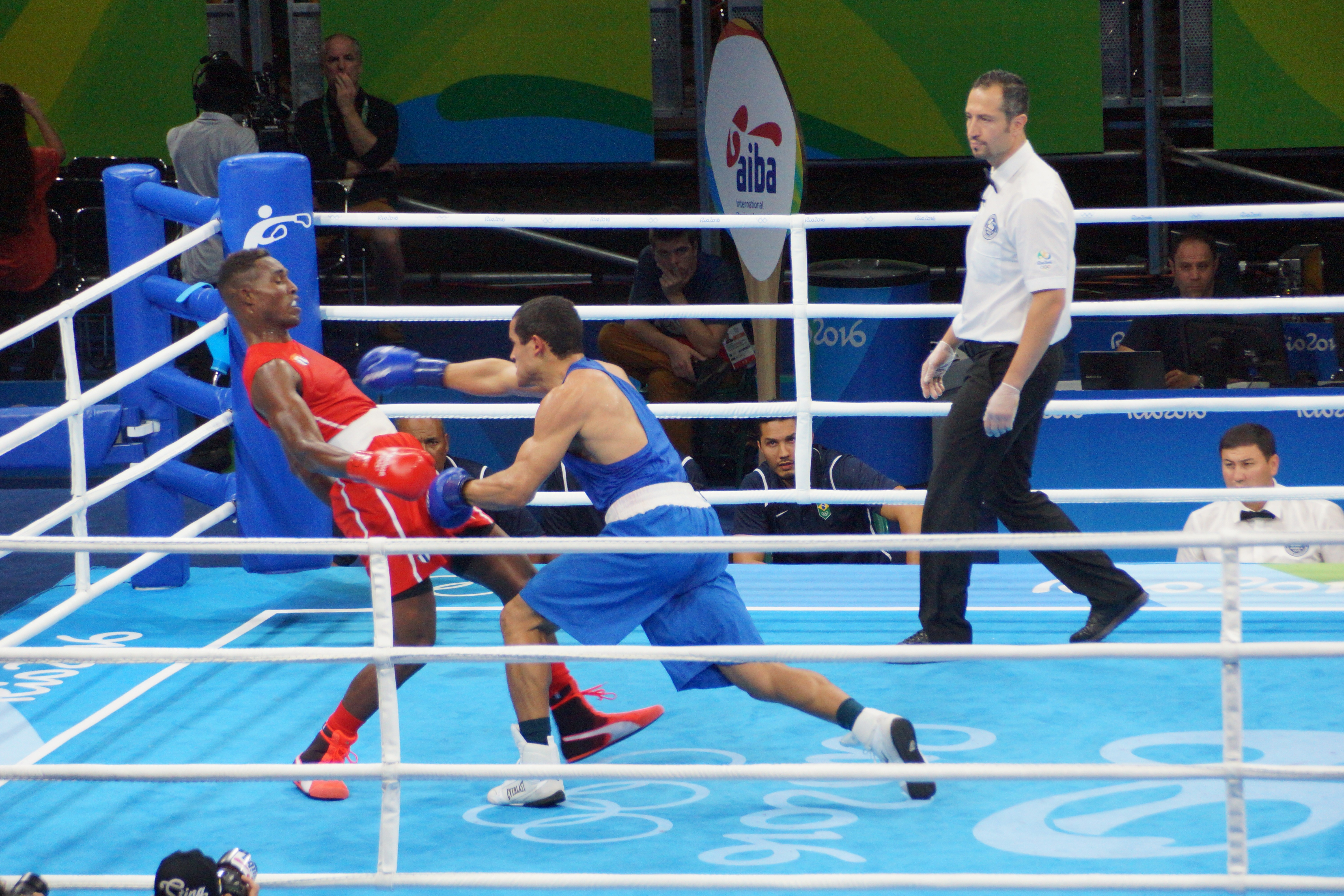
À Rio, le Cubain esquive les coups de ses adversaires avec de spectaculaires retrait du buste.

En janvier 2014, Julio César de la Cruz est agressé par deux hommes, en présence d'un autre boxeur, Lenier Pero (en), dans sa ville natale et est touché par une balle qui se loge dans le haut de sa hanche gauche,,. 
Grand favori du tournoi olympique des mi-lourds de Rio en 2016, de la Cruz ne déçoit pas les attentes et domine le tournoi grâce à une boxe mobile et légère qui le rend insaisissable pour ses adversaires, multipliant les esquives. En finale, le boxeur cubain domine les deux premières reprises avant de gérer dans le troisième round, assuré de l’emporter s'il reste sur ses pieds, multipliant les esquives face à Adilbek Niyazymbetov, impuissant face à sa défense.
Dans le tournoi olympique des poids lourds de Tokyo, Julio César de la Cruz suscite une polémique en quart de finale en criant vers la caméra « Patria o vida no; Patria o muerte, ¡venceremos! », se détournant du slogan des manifestants cubains qui détournent le « Patria o muerte » de Fidel Castro, qu'il a l'habitude d'honorer d'un salut militaire après chaque combat. Il remporte la médaille d'or en battant le boxeur russe Muslim Gadzhimagomedov en finale à l'unanimité des juges (30 points à 27, 30-27, 30-27, 29-28, 29-28).
Il est nommé porte-drapeau de la délégation de Cuba aux Jeux olympiques d'été de 2024, en remplacement de Mijaín López. Julio César de la Cruz est éliminé dès son premier combat dans le tournoi olympique des poids lourds, battu par Loren Alfonso, boxeur cubain naturalisé azerbaïdjanais, par décision partagée.

### Boxeur professionnel
En août 2022, soixante ans après l’abolition du sport professionnel à Cuba par Fidel Castro, Julio César de la Cruz fait partie des sélectionnés pour empocher une prime pour boxer lors d'un gala organisé à Aguascalientes au Mexique,. Pour ses débuts chez les professionnels, le double champion olympique cubain s'impose par KO face au Colombien Deivis Casseres.

## Palmarès
Julio César de la Cruz est l’un des meilleurs boxeurs cubains amateurs. Quadruple champion du monde de boxe amateur à Bakou en 2011, à Almaty en 2013, à Doha en 2015 et à Hambourg en 2017 dans la catégorie mi-lourds, sa carrière est également marquée par deux titres olympiques à Rio en 2016 (poids mi-lourds) et à Tokyo en 2020 (poids lourds), une médaille d'or aux championnats panaméricains de Tegucigalpa en 2017 et trois aux Jeux panaméricains de Guadalajara en 2011, Toronto en 2015 et Lima en 2019.

### Jeux olympiques
- Médaille d'or en -91 kg aux Jeux de 2020 à Tokyo, Japon.
- Médaille d'or en -81 kg aux Jeux de 2016 à Rio de Janeiro, Brésil.
- Quart de finaliste en -81 kg aux Jeux de 2012 à Londres, Angleterre.

### Championnats du monde
- Médaille d'or en -91 kg en 2021 à Belgrade, Serbie.
- Médaille de bronze en -81 kg en 2019 à Iekaterinbourg, Russie.
- Médaille d'or en -81 kg en 2017 à Hambourg, Allemagne[15].
- Médaille d'or en -81 kg en 2015 à Doha, Qatar[16].
- Médaille d'or en -81 kg en 2013 à Almaty, Kazakhstan[17].
- Médaille d'or en -81 kg en 2011 à Bakou, Azerbaïdjan[18].

### Championnats panaméricains
- Médaille d'argent en -81 kg en 2017 à Tegucigalpa, Honduras.
- Médaille d'argent en -81 kg en 2015 à Vargas, Venezuela.
- Médaille d'argent en -81 kg en 2010 à Quito, Équateur.
- Médaille d'argent en -81 kg en 2008 à Cuenca, Équateur.

### Jeux panaméricains
- Médaille d'or en -81 kg en 2019 à Lima, Pérou.
- Médaille d'or en -81 kg en 2015 à Toronto, Canada.
- Médaille d'or en -81 kg en 2011 à Guadalajara, Mexique.